# Gà Delaware

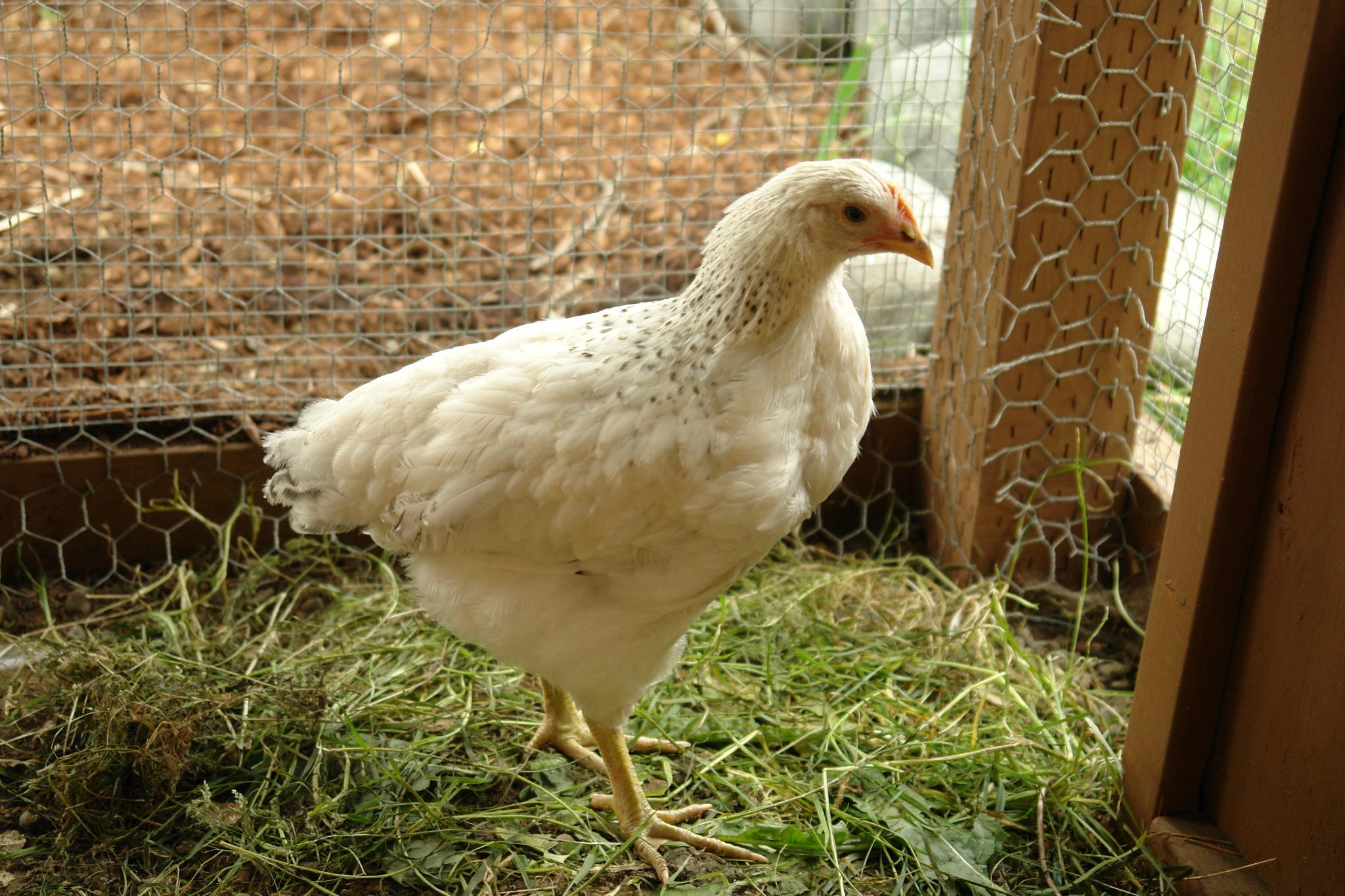
Gà Delaware (7 tuần tuổi)

Gà Delaware hay còn gọi là gà Indian River meat là một giống gà có nguồn gốc gà ở tiêu bang Hoa Kỳ có tên là Delaware. Nó đã từng giữ một vai trò quan trọng tương đối so với các giống gà công nghiệp ở Hoa Kỳ, nhưng hôm nay tình hình của chúng cực kỳ nguy cấp. Nó chủ yếu phù hợp để sản xuất thịt gà nhưng cũng là giống gà mắn đẻ trứng. Nó có bộ lông của một kiểu hình độc đáo, và được chấp nhận vào các tiêu chuẩn cầm để trưng bày.

## Đặc điểm

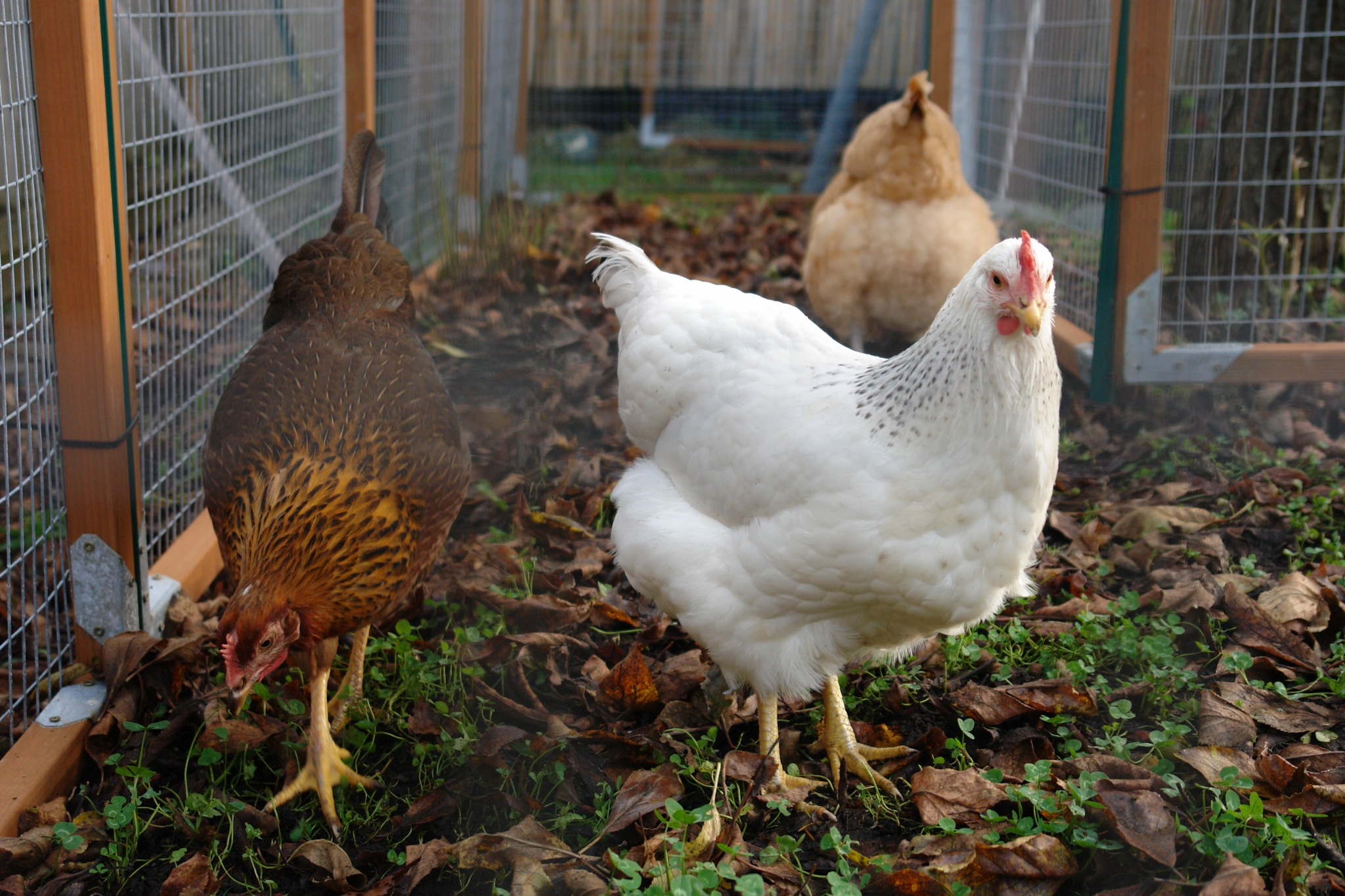
Một con gà Delaware (lông trắng) và một con gà Orpington (lông màu)

Chúng là những con gà tầm vóc trung bình với con trống có trọng lượng 8,5 pound (3,9 kg) và gà mái 6,5 pound (3 kg), gà Delaware là một giống gà có kích thước trung bình. Trọng lượng ước tính: Gà trống từ 3,9 kg 8,5 lbs, gà mái 2,9 kg 6,5 lbs, đối với biến thể gà lùn: con trống 32 oz, con mái 28 oz. Chúng có độ lông xù khá lớn, mào đỏ lược đơn màu tươi sáng.
Gà Delaware xuất hiện trong một loại màu duy nhất: một thân trắng với màu đen đen điểm trên đầu, cánh và đuôi. Nó tương tự như màu Columbian thường thấy trong một số giống, nhưng đã kín hơn trong phần tối, chứ không phải là đồng phục màu đen. Cũng lưu ý là tất cả lông vũ có một cây bút lông ngỗng trắng và thẳng trục, trong đó, kết hợp với màu vàng da, làm cho nó có màu thịt gà sạch hơn. Giống như hầu hết các giống tiêu chuẩn của gà, gà Delaware có một phiên bản thu nhỏ loại gà lùn, Tuy nhiên, đây là những hiếm thấy.
Gà Delawares là giống gia cầm khỏe mạnh đồng thời gà có thời gian sinh trưởng thành nhanh chóng. Gà mắn đẻ với trứng lớn với trứng màu nâu. Không giống như những con gà thịt thương phẩm phổ biến nhất được sử dụng ngày hôm nay, gà Delaware là giống gà có thể tự chăn thả tốt trong việc nuôi thả vườn. Chúng là giống gà có tính khí điềm tĩnh, nhưng không phải là một con gà thường thân thiện mặc dù trong một số trường hợp có thể chơi đùa với chúng được.

## Lịch sử

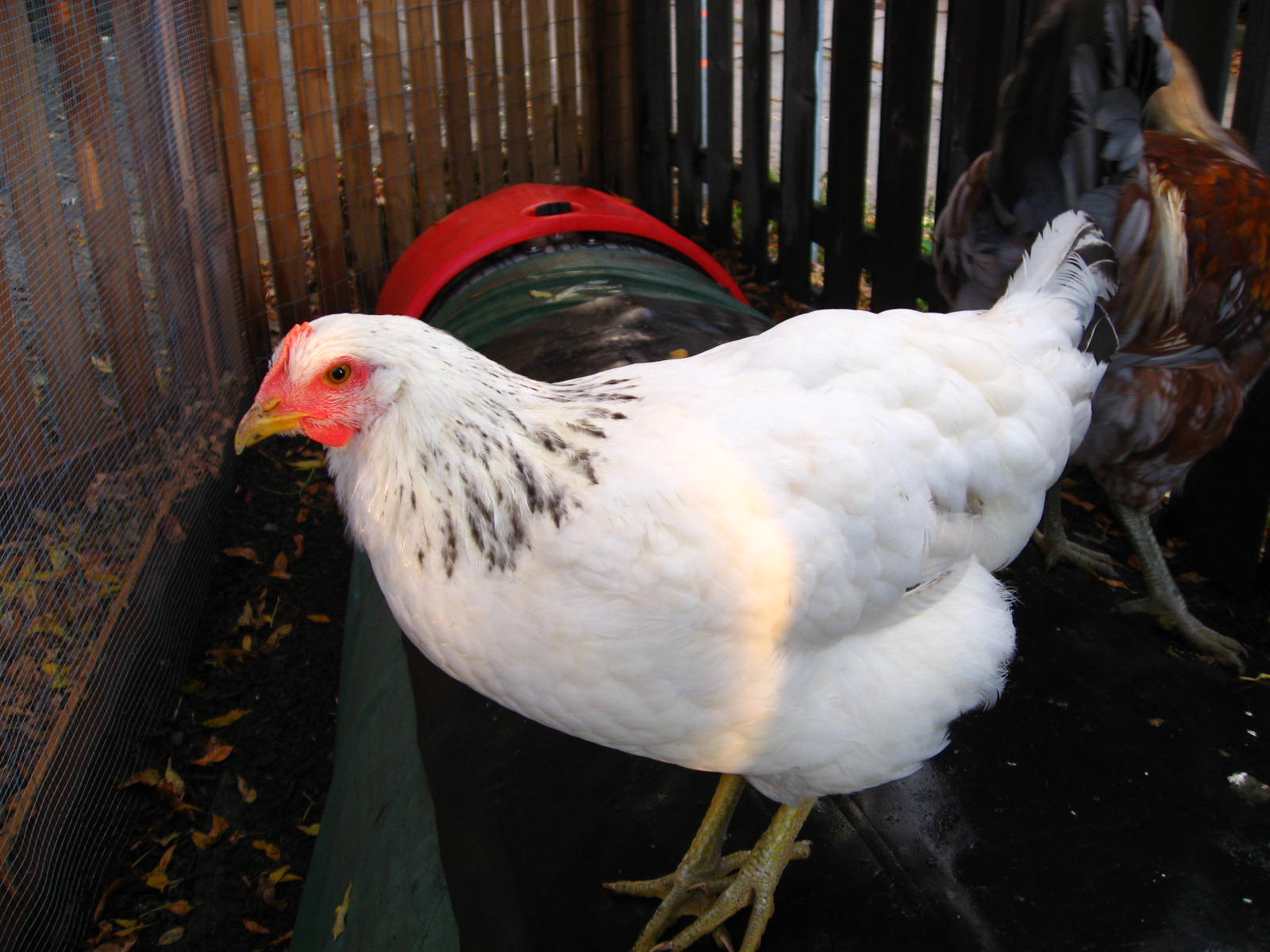
Gà Indian River meat (tên ban đầu của giống gà Delaware)

Vào đầu thế kỷ 20, kết quả việc việc lai tạp biến thể gà cú của gà Plymouth Rock trên gà mái thuộc giống gà New Hampshire là một lựa chọn phổ biến để sản xuất gà thịt. Thỉnh thoảng, giao phối này tạo ra những biến thể gà có màu sắc sáng. Bằng cách lai tạo nhũng dòng gà chọi (gen bạc) màu trắng, George Ellis Delaware tạo ra các giống gà này vào năm 1940. Ông đã chọn đầu tiên để gọi tên là Indian Rivers, nhưng sau đó các tên đã được chuyển để phù hợp với trạng thái của nó có nguồn gốc.
Vào thời điểm đó, bán đảo Delmarva, nơi mà các loài này được tạo ra, cung cấp gà cho toàn bộ bờ biển phía Đông của Hoa Kỳ thông qua các công ty như Perdue Farms. Delaware nhanh chóng trở thành loài gà thịt được sử dụng trong khu vực, làm ảnh hưởng đến ngành công nghiệp nói chung. Năm 1952, nó đã được công nhận cho triển lãm bởi sự chấp nhận thành tiêu chuẩn của Hiệp hội Gia cầm của Mỹ.
Bắt đầu từ giữa những năm 1950, trang trại thương mại bắt đầu sử dụng việc lai tạo gà lông trắng thuộc giống gà Cornish-Rock sẽ đến để thống trị ngành công nghiệp thịt gà trong thế kỷ tới. Việc áp dụng nhanh chóng của Cornish-Rock đã thấy sự suy giảm của vai trò giống gà Delaware, mặc dù nó tiếp tục tồn tại một số khu vực vào năm 1960. Trong thế kỷ 21, gà Delaware được coi là giống gà cực kỳ nguy cấp bởi các tổ chức như Giống vật nuôi bảo tồn Mỹ. 